# Anfiteatro de Pompeia

Planta da cidade de Pompeia. O anfiteatro é o formato ovalado em amarelo, no canto inferior direito.

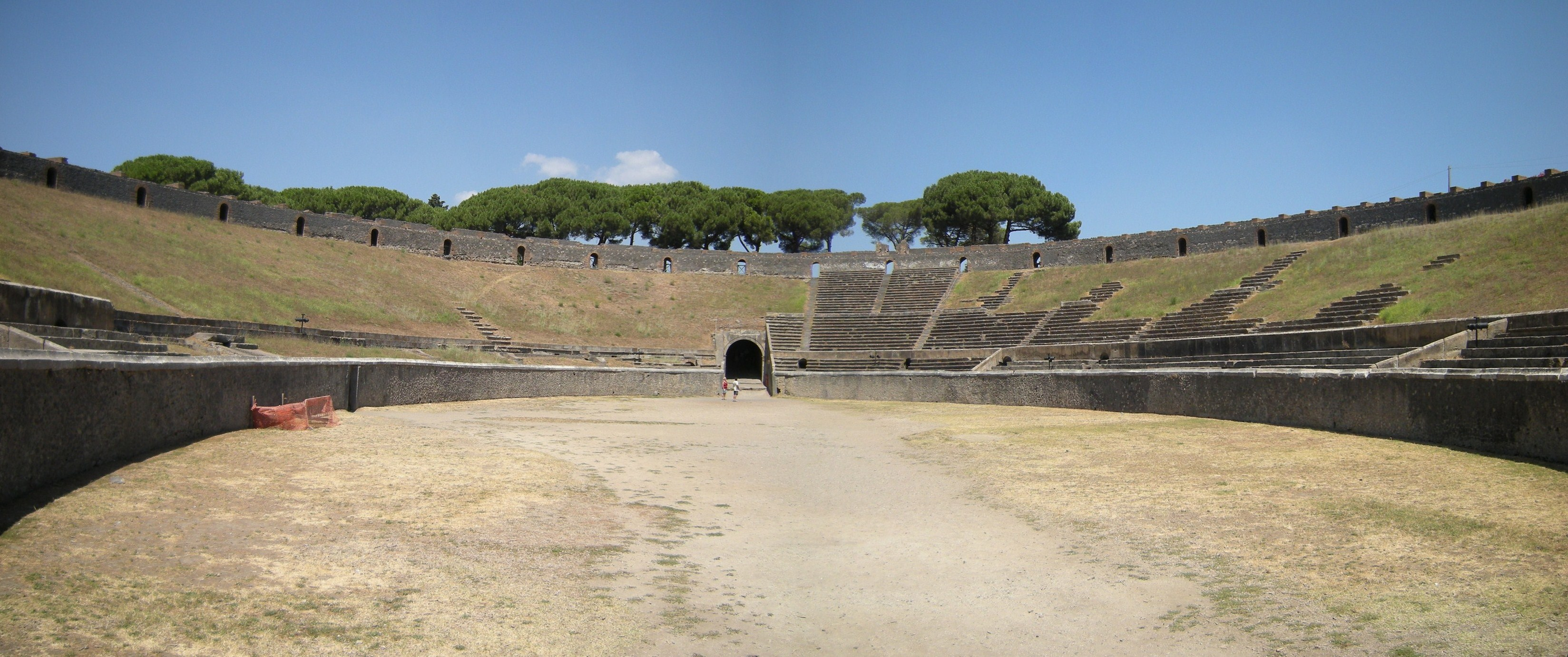
Anfiteatro de Pompeia no dias de hoje

O anfiteatro de Pompeia foi uma construção com capacidade para 20 000 espectadores, quantidade suficiente para acomodar toda a população da cidade romana de Pompeia e mais seus visitantes, que por sua vez, eram em número quase igual ao de seus habitantes (CIL, X, 852). O anfiteatro abrigava jogos financiados por moradores evergetas da cidade que quisessem ter influência política, ou por governantes que desejassem se manter no poder. Os jogos mais comuns no anfiteatro eram as batalhas de gladiadores.
O edifício foi um dos primeiros a ser escavados no sítio arqueológico de Pompeia, em 1748. Na época, o procedimento adotado era retirar as obras de arte encontradas e recortar das paredes as pinturas consideradas mais preciosas, levando-as à coleção do rei Carlos III de Espanha — hoje essas peças estão no Museu Arqueológico de Nápoles. Depois disso, o edifício for coberto novamente. Uma segunda missão reescavou o anfiteatro entre 1813 e 1816. Nesse período, a escavação já tem um outro objetivo: o da preservação e busca de fontes para o registro histórico

## Construção
O anfiteatro foi construído em 70 a.C. (150 anos antes do Coliseu), dentro das muralhas de Pompeia, no distrito sudeste da cidade. A sua construção foi possível devido às doações de Caio Quíncio Valgo e Marco Pórcio.
A grande quantidade de terra escavada para a construção da arena interna no anfiteatro foi reutilizada para a elevação dos assentos nos quais os espectadores assistiam aos jogos, chamados de cavea. Esses assentos eram feitos, inicialmente, de madeira, mas os assentos superiores podem ter sido apenas diretamente nos degraus. Numa série de inscrições nas paredes que separavam os espectadores da arena, é possível identificar o nome dos benfeitores que financiaram a construção de novos assentos, de pedra, para o anfiteatro durante o período augustano. Cada uma dessas inscrições correspondia a um setor do anfiteatro reformado ou ao assento em específico (cuneus). As inscrições feitas nas paredes do anfiteatro nos levam a crer que essas reformas foram feitas por determinação legal, que obrigava esses “benfeitores”, normalmente eleitos para algum cargo público, a gastar dinheiro na reforma de um monumento ou nos jogos da cidade.
Depois do sismo de 62, o anfiteatro passa por uma reforma, que pode ser percebida pela presença de contrafortes feitos de tijolos, para sustentar as estruturas já existentes. Porém, não se tem certeza se o motivo dessa reforma foi mesmo a reconstrução de partes do anfiteatro após o sismo, ou o reforço posterior da estrutura. Especula-se que essa reconstrução possa ter sido feita sob a supervisão dos Cúspio Pansa pai e filho, conforme indicam inscrições epigráficas no local (CIL, X, 858 e 859).
A divisão de assentos dentro do anfiteatro era baseada no status social do espectador, o que impedia que a elite local se misturasse com o cidadão comum. Um sistema de entradas separadas e túneis davam acesso aos setores da parte de baixo do anfiteatro, a ima cavea, que eram reservados às elites locais devido a maior proximidade com a arena. Ao mesmo tempo, escadas externas levavam aos setores superiores, que acomodavam os cidadãos comuns. Aparentemente, mulheres tinham assentos específicos, no fundo da arena, junto aos escravos que ficavam nos setores superiores, dentro de “caixas” que tinham a capacidade para 14 pessoas. Magistrados e outros financiadores também possuíam lugares especiais, mais destacados. Eram lugares duplos (bisellia), mais próximos a arena. Esses assentos também possuíam toldos apoiados por pedaços de madeira (vela), para proteger os espectadores da chuva ou da luz do sol.
Uma curiosidade é que não foram encontrados banheiros no anfiteatro, e aparentemente eram usados para essa função apenas os corredores e escadas.
Haviam pinturas nos parapeitos entre a arena e os assentos que representavam cenas de combate, relacionadas ao cotidiano de uma arena de gladiadores. As pinturas foram destruídas por uma geada, logo após serem descobertas em escavações. Antes disso, essas pinturas foram reproduzidas pelo pintor F. Morelli antes de 1816 e foram registradas em descrições feitas em cadernos de escavações. As pinturas retratavam batalhas entre gladiadores e animais sendo caçados, embora aparentemente elas não refletiam totalmente a realidade, uma vez que a altura dos muros não seria suficiente para proteger a plateia dos felinos retratados nas pinturas.

## Função
A função do anfiteatro era basicamente a exibição dos jogos gladiatoriais. O financiamento para a exibição desses jogos servia para aumentar a popularidade de quem os financiasse, que por sua vez,, utilizava desse prestígio para aumento do status social. O aumento no prestígio social era aproveitado para ganhar uma eleição política, ou, no caso de já ser um político eleito, se manter no poder (mesmo sendo o financiamento de jogos sua obrigação legal).

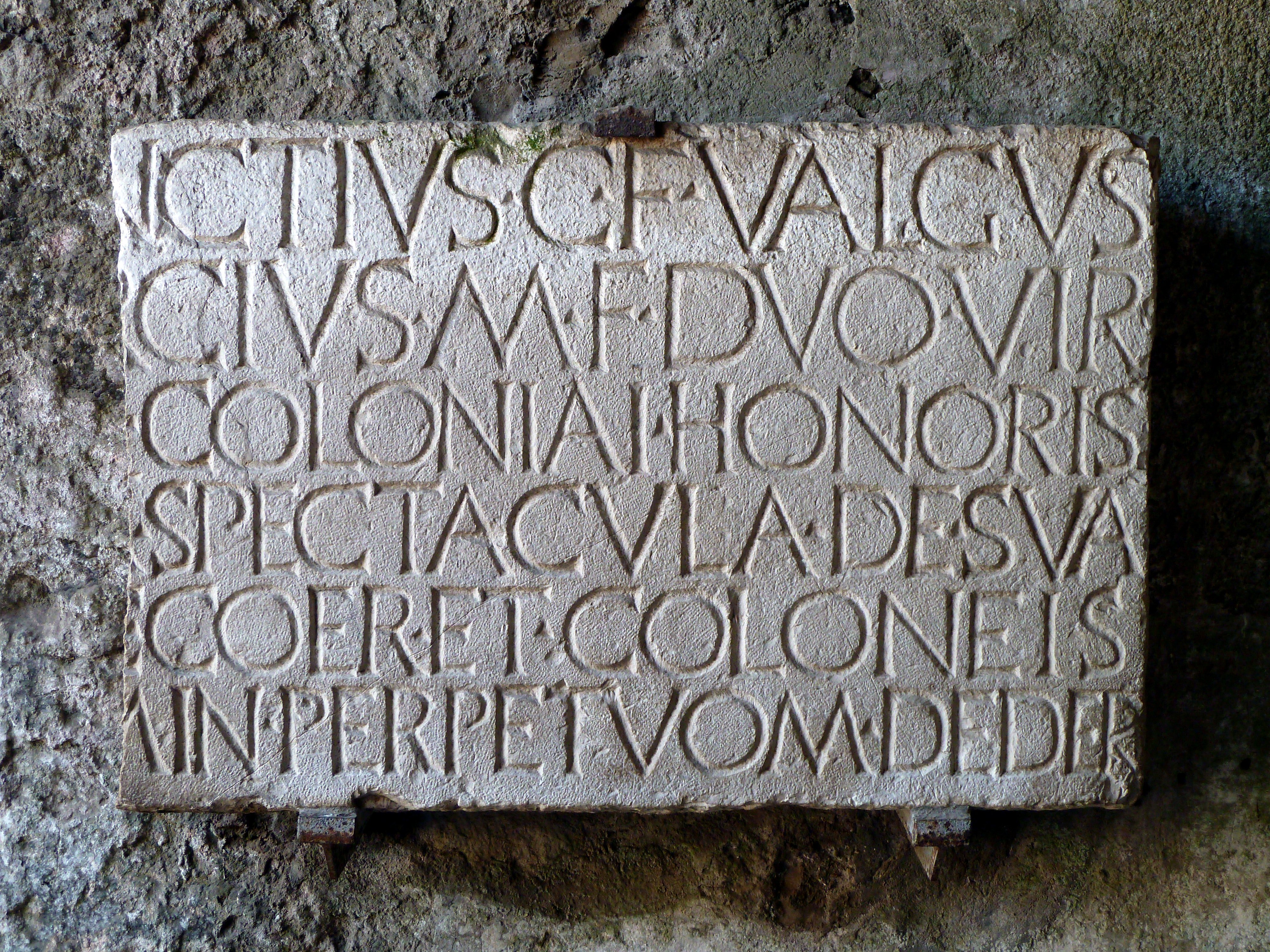
Inscrição de dedicação do edifício, com os nomes de Caio Quíncio Valgo e Marco Pórcio

Grande parte da divulgação desses eventos era feita através de avisos pintados nas paredes da cidade, anunciando os jogos que estavam por vir. Aparentemente, os jogos, cuja entrada era gratuita, ocorriam durante todo o ano, embora não se tenha descoberto nenhuma propaganda no mês de setembro Esses avisos, normalmente, continham a data, o financiador dos jogos, o tipo de entretenimento que seria exibido e as atrações adicionais para o público, como por exemplo, a existência de toldos ou de dispositivos que borrifassem água nos espectadores, para combater o calor no anfiteatro. Haviam também anúncios de jogos em outras cidades. Esses anúncios eram pintados por profissionais, que as vezes assinavam a arte.
Especula-se, devido à citação sobre luzes nas inscrições, que haviam jogos realizados à noite.
Além dos tradicionais combates de gladiadores, também havia a exibição de bestas selvagens ou outras demonstrações atléticas, que não os combates.
Dentro dos jogos mais notáveis, uma inscrição funerária mostra o patrocínio privado do duúnviro Aulo Clódio Flaco ao festival de Apolo, mostrando que os jogos não tinham apenas valor de entretenimento, mas também um significado religioso:
Em retorno ao seu segundo duunvirato, que foi também o duunvirato de seu quinquênio, nos jogos de Apolo [ele apresentou] no Fórum uma procissão, touros, toureiros e seus ajudantes leves, e boxeadores lutando em grupos; no dia seguinte no anfiteatro [ele apresentou] às suas custas trinta pares de atletas e cinco pares de gladiadores, e com seu colega [ele apresentou] trinta e cinco pares de gladiadores e uma caça com touros, toureiros, javalis, ursos e outras variedades de caçadas.

## Confronto de 59 d.C.

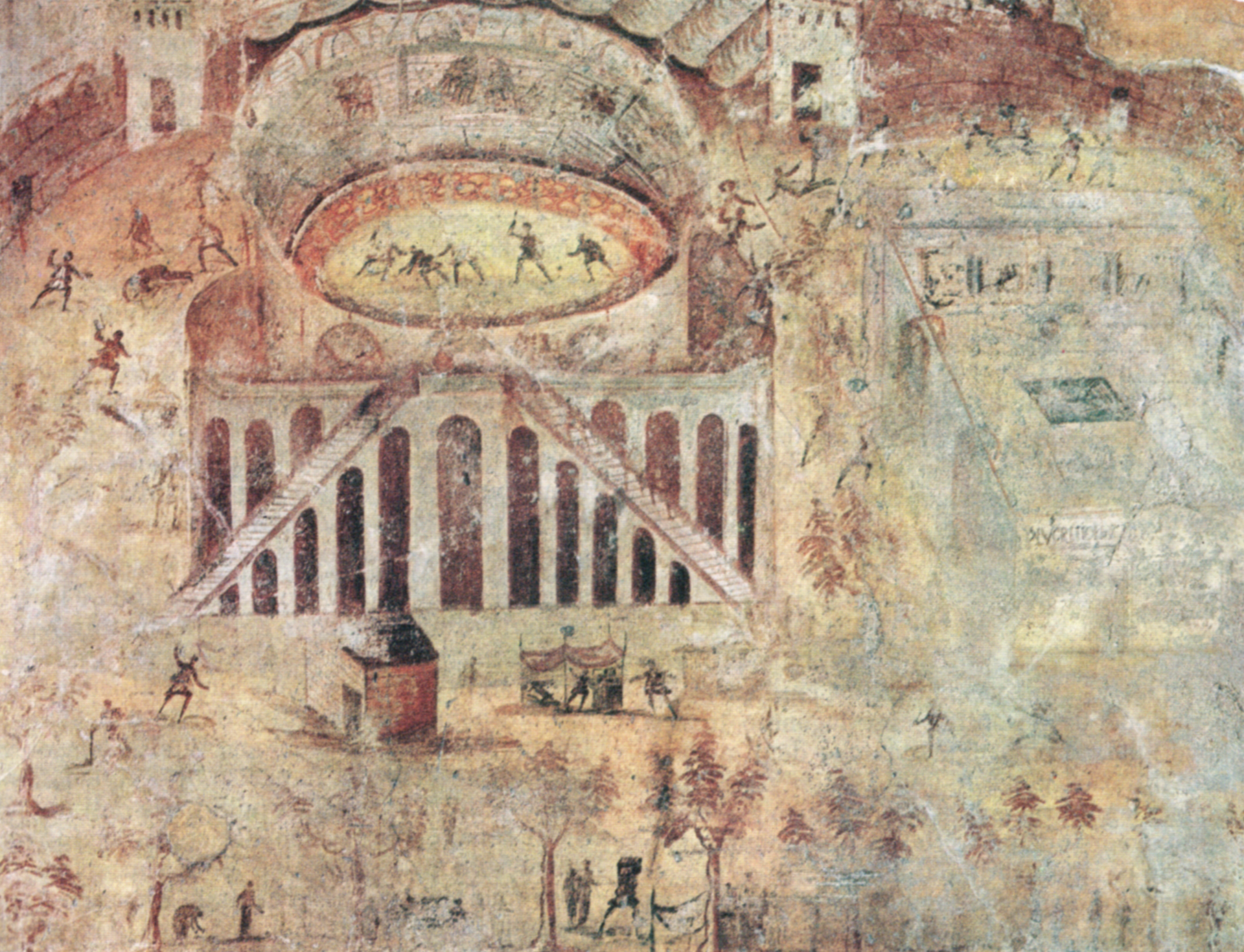
Pintura na Casa della Rissa nell'Anfiteatro (I, 3, 23), retratando a briga entre pompeianos e nucérios

Em 59 d.C., ocorreu um choque no anfiteatro entre os habitantes de Pompeia e os habitantes de Nucéria. Aparentemente esse combate ocorreu devido a uma revolta dos habitantes de Nucéria, que haviam perdido parte de suas terras para veteranos de guerra assentados naquela região. Esse inconformismo aumentou o sentimento de rivalidade já existente entre as duas cidades, o que culminou no confronto. Como resultado desse confronto, o Senado Romano proibiu a realização no anfiteatro de combates de gladiadores por 10 anos, e provavelmente afastou os duúnviros do cargo.
Os habitantes de Pompeia comemoraram essa vitória com grafites feitos no anfiteatro, que por sua vez, continuou aberto para outros tipos de evento.
O relato de Tácito na sua obra Anais traz os detalhes:
Um incidente sem importância provocou uma horrível matança entre os colonos de Nucéria e Pompeia. Aconteceu durante um combate de gladiadores oferecido por Livônio Régulo. Como ocorre em pequenas cidades, trocaram-se insultos, em seguida, pedras, chegando-se, por fim, às espadas. A plebe de Pompeia, onde se realizava o espetáculo, levou a melhor. Muitos nucerianos, feridos e mutilados, eram levados para a sua cidade. Muitos choravam a morte de um filho ou um pai. O imperador [Nero] instruiu o Senado para investigar o caso. O Senado deixou-o a cargo dos cônsules. Quando receberam as informações, o Senado proibiu, por 10 anos, a realização, por parte de Pompeia, de reuniões daquele tipo (jogos de gladiadores); as associações ilegais ("torcidas organizadas") foram dissolvidas. Livônio e seus cúmplices na desordem foram exilados.

## Grande Palestra
Acredita-se que para o entretenimento dos espectadores antes e no intervalo dos jogos, fosse usado o espaço ao lado chamado de Grande Palestra, que, cercado por colunatas, também poderia servir como área para exercícios e continha uma grande piscina no meio do gramado interno. Os grafites nas paredes e colunas mostram a presença de mercadores itinerantes, mas também de pessoas de cidades próximas que usaram o local como abrigo quando em visita a Pompeia para os festivais realizados no anfiteatro.
Amadeo Maiuri acredita que essa palaestra tenha sido construída durante o período de Augusto para substituir a pequena palestra do período samnita da cidade, localizada perto do Templo de Ísis.

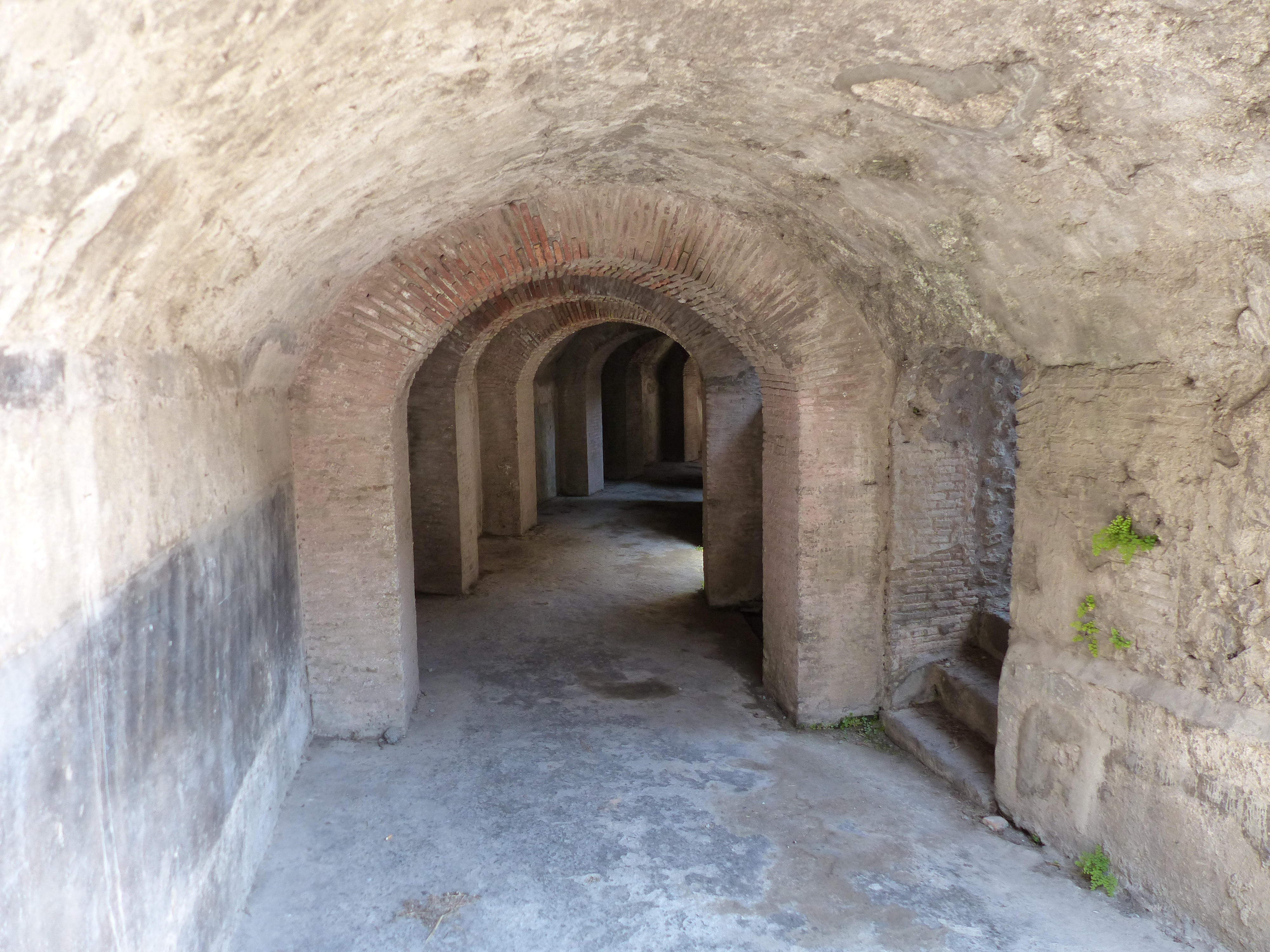
Corredor interno do anfiteatro
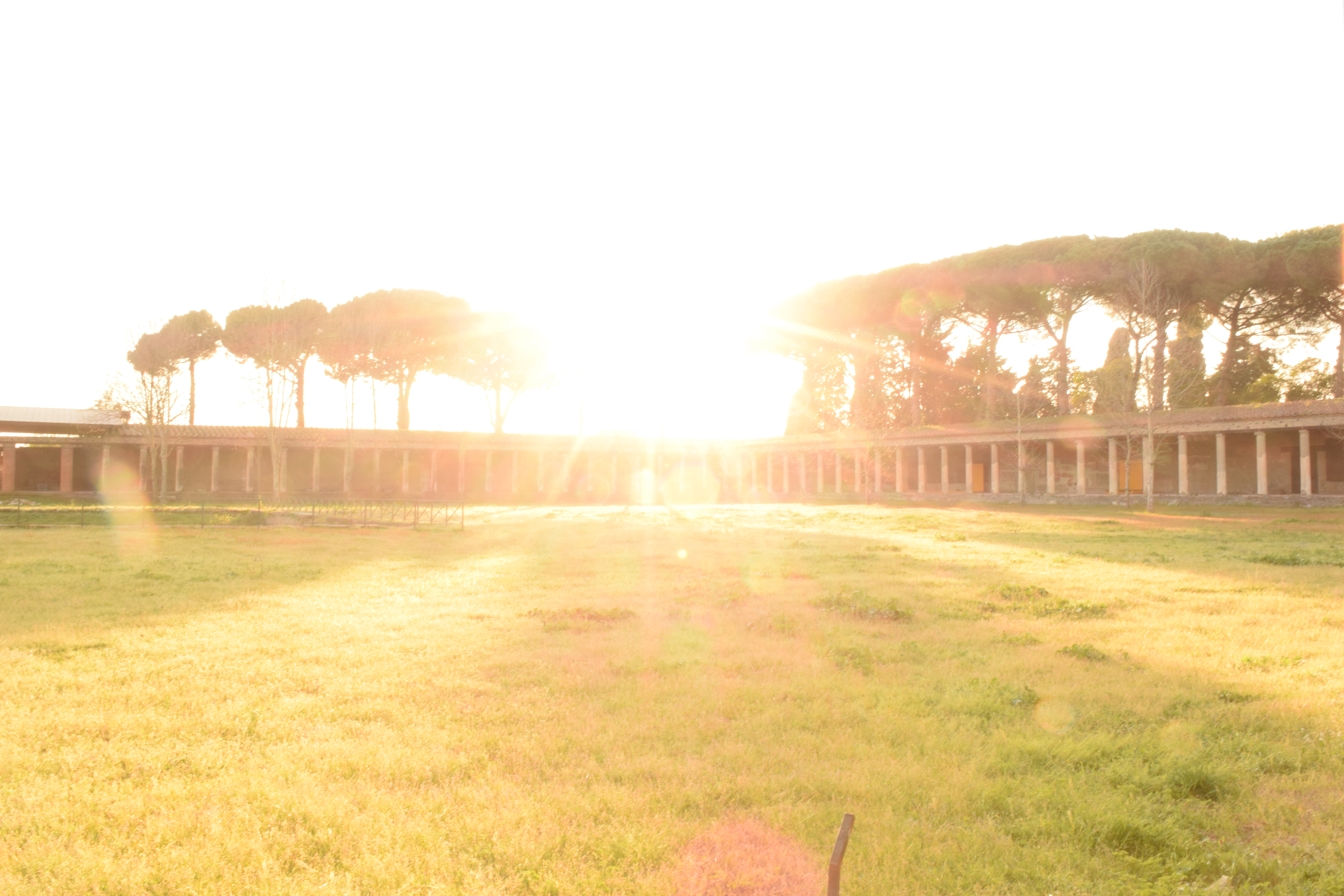
Palestra do anfiteatro de Pompeia, vista da posição onde ficava a piscina
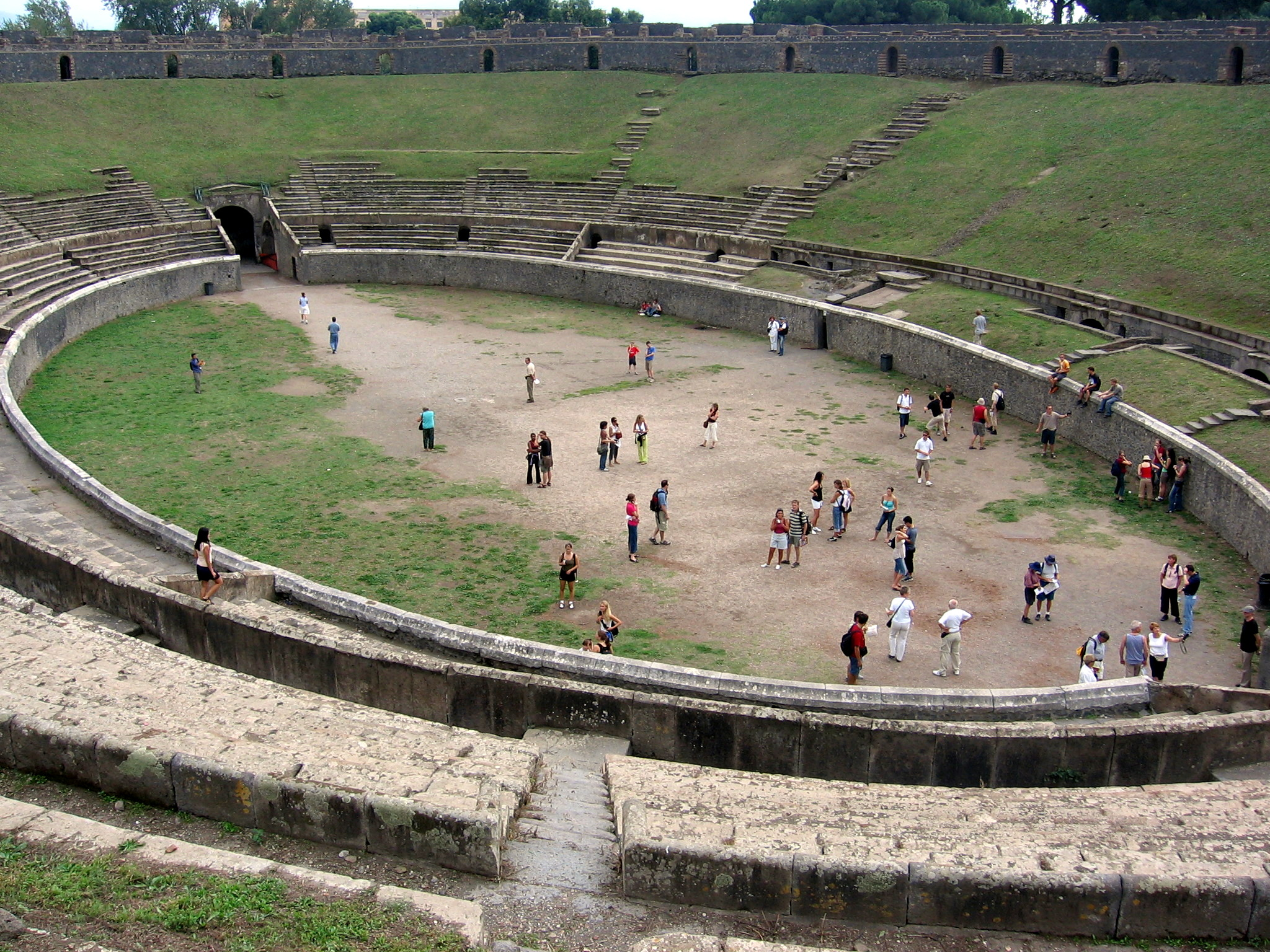
Arena do anfiteatro